# Dietrich meisseni őrgróf
(Várvívó) Dietrich (1162. március 11. – 1221. január 18.) meisseni őrgróf 1195-től haláláig.

## Élete
Gazdag Ottó őrgróf legifjabbik fiaként született. Édesanyja bátyjával, Büszke Albert kizárásával Dietrich akarta Ottó örökösévé megtenni. Ez háborúskodáshoz vezetett a két fivér között, és 1184-ben Dietrich apósa, I. Hermann türingiai tartománygróf segítségével legyőzte Albertet, de annak területeit nem bántotta.
1185-ben a Szentföldre zarándokolt. 1195-ben meghalt bátyja, ekkor azonban VI. Henrik német-római császár akarta rátenni a kezét Meissenre, azonban 1197-ben ő is elhunyt. Henrik halála után polgárháború tört ki a Német-római Birodalomban Henrik fivére, Sváb Fülöp és Welf Ottó között. Dietrich a háborúban Fülöp mellé állt. Fülöp 1208-as halála után Ottó, és VI. Henrik fia, II. Frigyes között ingadozott.
Uralkodásának vége felé viszályba keveredett Lipcse városával és a meisseni nemességgel. Lipcsének sikertelen ostromlása után 1217-ben békés egyezséget kötött a várossal, de egyből ezek után csellel mégiscsak elfoglalta a várost, falait leromboltatta, és három új várat emeltetett benne. Dietrich 1221-ben hunyt el, és kiskorú fia,  Előkelő Henrik követte őrgrófságában.

## Lásd még
- Meißen őrgrófjainak listája

| Előző uralkodó: I. Albert | Meißen őrgrófja 1195 – 1221 | Következő uralkodó: III. Henrik |

| Előző uralkodó: III. Konrád | Lausitz tartománygrófja 1210 – 1221 | Következő uralkodó: IV. Henrik |

1. 1 2  Identifiants et Référentiels (francia nyelven). IdRef . Agence bibliographique de l'enseignement supérieur
2. ↑  p747.htm#i7461, 2020. augusztus 7.